# Bases biologiques de l'amour
Pour un article plus général, voir Sentiment amoureux.
La théorie des bases biologiques de l'amour est explorée par les sciences biologiques telles que la psychologie évolutionniste, la biologie de l'évolution, l'anthropologie et la neuroscience. Des substances chimiques spécifiques comme l'ocytocine sont étudiées pour connaître leurs rôles dans la production d'expériences et de comportements associés à l'amour.

## Psychologie évolutionniste
La psychologie évolutionniste a proposé plusieurs explications pour l'amour. La première soutient que les nourrissons et les enfants dépendent pendant longtemps de leurs parents ; l'amour a donc été considéré comme un mécanisme promouvant le soutien des parents vis-à-vis de leurs enfants pour une période de temps prolongée. Une autre soutient que les maladies sexuellement transmissibles peuvent provoquer, entre autres, une réduction de la fertilité, des dommages au fœtus, et augmenter les risques lors de l'accouchement. L'amour favoriserait donc des relations à long terme, et réduirait ainsi le risque de contracter une MST.
Du point de vue de la psychologie évolutionniste, les expériences et les comportements associés à l'amour peuvent être étudiés en prenant en compte la façon dont ils ont été façonnés par l'évolution. Par exemple, le langage humain a été suggéré avoir été sélectionné au cours de l'évolution comme un type de « signal d'accouplement » qui permet à des partenaires potentiels de juger de la capacité reproductive. Miller a décrit la psychologie évolutionniste comme étant un point de départ pour de futures recherches : « les neurosciences cognitives pourraient tenter de localiser les fréquentations amoureuses adaptatives dans le cerveau. Plus important encore, nous avons besoin de meilleures observations concernant les fréquentations amoureuses dans la vie réelle de l'être humain, notamment ses aspects mesurables qui influencent le choix du partenaire, les conséquences de la reproduction et les variations individuelles de ces aspects, et les mécanismes sociaux-cognitifs et émotionnels du processus amoureux. » Depuis Darwin, il y a eu des spéculations similaires au sujet de l'évolution de l'intérêt humain pour la musique, mais également comme étant un système potentiel de signalisation pour attirer et juger l'aptitude des partenaires potentiels. Il a été suggéré que la capacité de l'être humain à faire l'expérience de l'amour a été développée pour signaler à un partenaire potentiel qu'il sera un bon parent, et qu'il sera susceptible de transmettre des gènes aux générations futures. Le biologiste Jeremy Griffith définit l'amour comme un « altruisme inconditionnel », ce qui suggère des instincts de coopération développés par les ancêtres des humains modernes, les Australopithèques. Les études de bonobos (un grand singe auparavant désigné comme un chimpanzé pygmée) sont fréquemment citées à l'appui d'un passé coopératif des êtres humains.

## Neurochimie

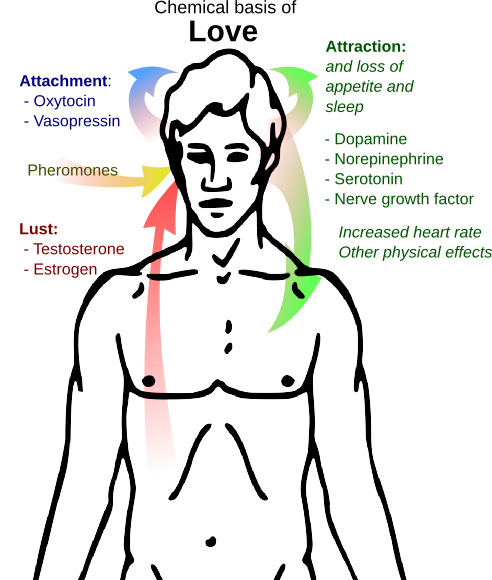
Vue d'ensemble simplifié des bases chimiques de l'amour.

Le point de vue conventionnel en biologie est qu'il y a trois grands facteurs dans l'amour :  le facteur sexuel, l'attachement, et la préférence pour un partenaire spécifique,. Les principaux neurochimiques (neurotransmetteurs, hormones sexuelles, et neuropeptides) qui régissent ces facteurs sont la testostérone, les œstrogènes, la dopamine, l'ocytocine et la vasopressine,.
Les voies centrales de la dopamine déterminent les comportements de la préférence pour un partenaire, alors que la vasopressine qui se trouve dans le pallidum ventral, l'ocytocine qui se trouve dans le noyau accumbens, et le noyau hypothalamique para-ventriculaire déterminent les comportements liés à la préférence pour un partenaire et à l'attachement,. La libido est principalement modulée par l'activité dans le circuit de la voie dopaminergique (aire tegmentale ventrale et noyau accumbens). Les amines résiduelles (par exemple, la phényléthylamine et la tyramine) jouent un rôle essentiel dans la régulation de l'activité dopaminergique du système nerveux central, et, par conséquent, dans ces voies.
La testostérone et les œstrogènes contribuent à ces facteurs par la modulation de l'activité dans les voies dopaminergiques. Des niveaux de testostérone adaptés semblent importants dans le comportement sexuel, chez les hommes comme chez les femmes. La noradrénaline et la sérotonine ont un rôle significativement moins important, et contribuent par leurs effets neuromodulateurs sur la dopamine et l'ocytocine dans certaines voies.
Le système chimique responsable de l'amour passionné et de l'attachement à long terme semble être plus spécifique aux activités dans lesquelles les deux personnes participent, plutôt qu'au caractère des personnes concernées. Les personnes qui sont récemment tombées amoureuses montrent des niveaux plus élevés de cortisol.

## Rôle du système limbique
Dans A General Theory of Love, trois professeurs de psychiatrie de l'UCSF fournissent une vue d'ensemble des théories scientifiques et des conclusions concernant le rôle du système limbique dans l'amour, l'attachement et le lien social. Ils avancent l'hypothèse que notre système nerveux n'est pas autonome, et qu'il semble plutôt être à l'écoute et s'accorder à ceux qui nous entourent, et à ceux avec qui nous sommes les plus proches. Cette empathie, qu'ils appellent résonance limbique, est une capacité que nous partageons avec tous les autres mammifères. Leur travail s'appuie sur des études antérieures concernant l'importance du contact physique et de l'affection dans le développement cognitif et social, comme l'ont montrées les expériences menées par Harry Harlow avec des singes rhésus, qui a d'abord établi les conséquences biologiques de l'isolement.

## Imagerie cérébrale
Les techniques d'analyse cérébrales telles que l'imagerie par résonance magnétique fonctionnelle ont été utilisées pour étudier les régions du cerveau qui semblent être impliquées dans la production de l'expérience amoureuse.
En 2000, une étude menée par Semir Zeki et Andreas Bartels de l'université de Londres a conclu qu'au moins deux zones du cerveau deviennent plus actives. Ces foyers se trouvent dans l'insula qui est une zone cérébrale associée à l'instinct, et dans une partie du cortex cingulaire antérieur, qui est associé à des sentiments d'euphorie.
Ortigue et coll. ont constaté que, dans l'inconscient, le nom d'un partenaire romantique active des régions cérébrales de la même façon que lorsque les sujets prêtent consciemment attention aux visages de leurs partenaires. L'amorçage subliminal fait par le nom du/de la bien-aimé-e ou par celui d'un passe-temps favori active les régions cérébrales de la motivation et de l'émotion : le noyau caudé, l'insula, les régions fusiforme bilatérales, le gyrus para-hippocampique, le gyrus angulaire droit, le cortex occipital, et le cervelet. Cependant, l'amoureux-se a permis plus d'activation dans le gyrus angulaire bilatéral et dans les régions bilatérales fusiforme, que le nom du passe-temps. Ces régions sont associées à l'intégration des représentations abstraites, et le gyrus angulaire, en particulier, est impliqué dans les représentations abstraites de soi. Les auteurs ont également trouvé une corrélation (r=0.496, p=0,002) entre l'activation d'une région du gyrus angulaire avec une échelle de l'amour passionné qui mesure les sentiments amoureux subjectifs.

## Amour et motivation
Le fait de penser consciemment à un partenaire romantique active les régions du cerveau associées à la récompense et à la motivation. Ortigue et coll. ont examiné si l'amorçage inconscient réalisé grâce au nom du partenaire pourrait également influer sur la motivation. Ils ont constaté que cet amorçage, comme celui réalisé par un mot en lien avec un passe-temps favori, améliorait le temps de réaction concernant l'identification d'un mot dans une série de lettres. Les auteurs suggèrent que cet effet se produit parce que le nom du/de la bien-aimé-e « peut faire appel à un état dirigé expressément vers l'objectif » et produire « des effets facilitateurs pour les conducteurs dopaminergiques ».